# Charles Nungesser
Charles Nungesser (Parigi, 15 marzo 1892 – 8 maggio 1927) è stato un aviatore francese.
Nungesser era un pilota asso dell'aviazione ed avventuriero, meglio ricordato come un rivale di Charles Lindbergh nella prima trasvolata atlantica. Nungesser era rinomato in Francia come il terzo asso francese con 43 vittorie aeree ottenute durante la prima guerra mondiale. Fu uno dei massimi assi dell'aviazione della prima guerra mondiale e morì con François Coli tentando la traversata senza scalo Parigi-New York, in un luogo imprecisato tra l'Oceano Atlantico e l'America del Nord, l'8 maggio 1927.

## Biografia

### Nungesser e la prima guerra mondiale
Dopo la nascita a Parigi, Nungesser passò l'infanzia a Valenciennes, nel nord della Francia. Nungesser partì per l'America del Sud a 15 anni, dove conobbe molte avventure e praticò diversi mestieri (cow-boy, pugile e pilota d'automobili da corsa). Frequentò gli ambienti della nascente aviazione e cominciò a pilotare aerei. Ritornò in Francia dopo la dichiarazione di guerra, e venne arruolato nel secondo reggimento degli ussari, dove ottenne una decorazione militare dopo dieci giorni di combattimenti. Riuscì infatti, dopo aver passato le linee nemiche, a catturare una vettura dopo aver ucciso quattro ufficiali prussiani a bordo e ad inviare al Quartier Generale dei piani trovati indosso a quegli stessi ufficiali. Il suo generale lo soprannominò l'ussaro della morte per questa impresa, e Nungesser fu autorizzato a passare all'aviazione.

Venne integrato nella squadriglia VB 106 a Dunkerque, nella quale pilotò un bombardiere Voisin III completando 53 missioni di bombardamento. Ma ebbe anche l'occasione di effettuare la caccia aerea, abbattendo un Albatros C.I tedesco il 30 luglio 1915, durante un volo di prova con il mitragliere soldato Gaston André: questa prima vittoria gli valse una Croce di guerra, ed il trasferimento nella squadriglia di caccia N 65 (equipaggiata con i Nieuport 11) con base a Nancy.

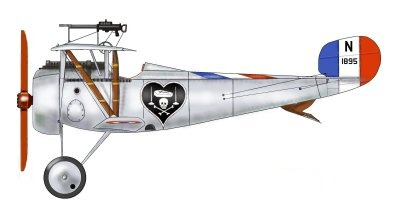
Il profilo del Nieuport 17 utilizzato dall'asso dell'aviazione francese Charles Nungesser.

Nel febbraio 1916 la sua carriera subì un breve arresto: si ferì gravemente durante un volo di prova con il prototipo del nuovo caccia Ponnier M.1 schiantandosi durante il decollo. Nell'incidente si fracassò la mascella e si ruppe le gambe. Lasciò l'ospedale in stampelle il 28 marzo, rifiutando di farsi operare le gambe, per poter tornare subito alla sua squadriglia. Dovette esser aiutato per poter entrare ed uscire dal suo aereo da combattimento. Partecipò alla battaglia di Verdun e riportò altre 10 vittorie entro il 22 luglio 1916, volando sul fronte della Somme. Fu in questo periodo che dipinse la sua insegna personale sul suo Nieuport 17, un teschio con tibie incrociate. Riportò altre 9 vittorie sulla Somme entro la fine del 1916, raggiungendo un totale di 21 vittorie con una "tripla" il 26 settembre.
Ma il suo stato di salute era assai precario dopo l'incidente del febbraio 1916 e dovette tornare in ospedale per potersi procurare le medicine e migliorare la sua salute: dovette tornare all'ospedale dopo ogni volo per poter esser sottoposto alla terapia. Fu anche dislocato nella squadriglia VB 116, una squadriglia da bombardamento, che raggiunse col suo Nieuport a Dunkerque nel maggio 1917. Questa squadriglia aveva la particolarità di esser vicino all'ospedale. Riportò altre 9 vittorie entro la fine del 1917.
Il suo stato di salute migliorò e poté tornare nella sua squadriglia, la N65. Ma fu vittima di un altro grave incidente nell'ottobre 1917, nel quale perì il suo fedele meccanico Roger Pochon, che stava volando insieme al celebre aviatore. Nungesser fu costretto a tornare in ospedale, ma fino alla fine della guerra continuò ad accumulare altre vittorie, malgrado le sue difficoltà fisiche. Non riuscì però a superare il suo connazionale René Fonck. Il 15 agosto 1918 riportò la sua ultima vittoria, la 43ª confermata. Nonostante il conflitto, non rinunciò alla mondanità: si racconta che non si perdeva mai una festa, tanto da presentarsi più di una volta in aeroporto per partecipare al volo di ricognizione ancora vestito in tuxedo (altro termine per definire lo smoking, o abito di eleganza equivalente).

### Dopo la guerra
Immediatamente dopo la guerra, su consiglio del sottosegretario all'Aviazione, allestì una scuola di aviatori destinata presto al fallimento. Allora si riciclò come pilota per esibizioni (55 delle quali negli Stati Uniti). Nel 1927, insieme a François Coli, prese forma il progetto di attraversare l'Atlantico del Nord senza scalo, per poter vincere il premio in denaro offerto da Raymond Orteig, 25.000 dollari. L'aereo con cui venne effettuato tale tentativo fu ribattezzato da Nungesser l'Oiseau Blanc. L'aereo era un Levasseur alimentato da un potente quanto avveniristico, per l'epoca, motore Lorraine-Dietrich a 12 cilindri a W (3 linee di 4 cilindri a 60 gradi) raffreddato ad acqua da 450HP. Prima di partire Nungesser non poté esimersi dal decorare tale aereo con le sue macabre insegne, il cuore nero con il teschio sormontato dalla bara, che tanta fortuna gli portarono nella Grande Guerra.
Dovendo trasportare quanto più carburante possibile, Coli e Nungesser partirono senza radio per eliminare pesi in eccesso. Per la stessa ragione, dopo essersi alzati in volo, era previsto di sganciare il carrello anteriore permettendo un alleggerimento di 120 kg e un guadagno di 15 km/h di velocità di crociera. Il decollo avvenne l'8 maggio da Le Bourget, Parigi. Il giornale La Presse annunciò prematuramente la loro vittoria il 9 maggio. In realtà dei due piloti si erano perse le tracce già il giorno prima. Da alcune testimonianze pare però che i due francesi avessero raggiunto le coste del Maine, dopo aver sorvolato Terranova. Se questo fosse vero, a loro e non a Charles Lindbergh apparterrebbe il titolo di primi trasvolatori dell'Oceano Atlantico.
Negli anni ottanta diverse persone hanno intrapreso spedizioni di ricerca dell'Oiseau Blanc, concentrando le proprie energie negli sterminati acquitrini del Maine. Nonostante le ricerche si siano rivelate infruttuose, a tutt'oggi l'ipotesi che trova maggiori consensi è quella che l'aereo francese giaccia, insieme ai suoi coraggiosi piloti, proprio sotto qualche palude del Maine. Oltre alle testimonianze dell'epoca infatti, va osservato che il Levasseur, privo di avantreno, era stato progettato per ammarare all'arrivo e non per atterrare su una pista di terra e che Nungesser era un navigato esperto di atterraggi di fortuna. Se, come probabile, un guasto o l'insufficienza di carburante aveva obbligato i due francesi a tentare un atterraggio di fortuna, è molto probabile che Nungesser abbia tentato di condurre il suo aereo in un luogo dove poteva atterrare in sicurezza. Queste però sono e rimangono soltanto ipotesi.
Nota storica: pochi giorni dopo la scomparsa di Nungesser e Coli, Charles Lindberg avrebbe vinto il premio Orteig volando senza scalo da New York a Parigi. Da perfetta star qual era, non si sottrasse dall'omaggiare Nungesser, recandosi a visitarne la madre.